# Zombie – pożeracze mięsa 2
Zombie – pożeracze mięsa 2 (wł. Zombi 3) – włoski horror z 1988 roku w reżyserii Lucia Fulciego i Brunona Mattei. Kontynuacja filmu Zombie – pożeracze mięsa (1979). Zdjęcia kręcono na Filipinach.

## Fabuła
Tajne laboratorium na małej wysepce w południowo-wschodniej Azji prowadzi badania nad bronią biologiczną o nazwie Death One. Wkrótce placówkę atakują terroryści. Jeden zostaje zakażony skradzioną substancją i jego ciało zostaje poddane kremacji przez wojsko amerykańskie, w sposób niezamierzony przedostaje się do atmosfery wirus nad małą wyspą. Wkrótce wybucha epidemia wirusa zabijającego ludzi, a następnie wskrzeszających ich jako zombie łakomych ludzkiego mięsa. Grupa turystów i żołnierzy na urlopie zostaje uwięziona w skażonej strefie i musi uporać się zarówno z żywymi trupami, jak i nadchodzącym wojskiem mającym wybić wszystko na wyspie.

## Obsada
- Deran Sarafian – Kenny Waters
- Beatrice Ring – Patricia
- Ottaviano Dell’Acqua – Roger Smith (jako Richard Raymond)
- Massimo Vanni – Bo (jako Alex McBride)
- Ulli Reinthaler – Nancy
- Marina Loi – Carol
- Deborah Bergamini – Lia
- Mike Monty – generał Morton
- Robert Marius – doktor Alan Holder
- Claudio Fragasso, Bruno Mattei – żołnierze w krematorium
- Antone Pagán – terrorysta / pierwszy zombie[5]